# Loftus Road
Die Loftus Road  oder auch Rangers Stadium ist ein Fußballstadion in der englischen Hauptstadt London, Vereinigtes Königreich. Der Fußballclub Queens Park Rangers trägt seit 1917 seine Heimspiele in der Anlage aus. Seit Oktober 2023 trägt es den Namen MATRADE Loftus Road Stadium.

## Geschichte
Das Loftus Road Stadium wurde am 11. Oktober 1904 eingeweiht und befindet sich im Londoner Westen, im Stadtteil Shepherd’s Bush. Von 1904 bis 1915 war es das Stadion des Shepherd’s Bush FC. Nach der Auflösung des Vereins übernahmen zwei Jahre später die Rangers die Spielstätte, nachdem sie seit der Gründung 1882 an 14 verschiedenen Orten ihre Spiele ausgetragen hatten.
Die Loftus Road bietet 18.439 Plätze; es handelt sich dabei ausschließlich um Sitzplätze. Diese verteilen sich auf identische Hintertortribünen, im Osten der Loftus Road Stand, gegenüber im Westen das School End, das als Gästebereich dient. Die Haupttribüne befindet sich an der nördlichen Spielfeldseite und wird analog zu der dahinter verlaufenden Straße South Africa Road Stand genannt. Die Tribüne besteht aus zwei Rängen und beherbergt alle Stadioneinrichtungen, wie die Kabinen, die Boxen, das Ticket Office und den Club-Shop. Gegenüber dem South Africa Road Stand befindet sich der Ellerslie Road Stand, der im Gegensatz zur Haupttribüne nur einranging ist. Aufgrund des beschränkten Raumangebots ist das Stadion von der Bauweise her extrem kompakt gehalten. Die Loftus Road erhielt 1981 als erstes Stadion im britischen Profifußball einen Kunstrasen namens Omniturf. 1988 wurde er wieder entfernt. 1985 kämpfte der irische Boxer Barry McGuigan im Loftus Road Stadium um die Weltmeisterschaft im Federgewicht der World Boxing Association (WBA) und bezwang den Titelverteidiger Eusebio Pedroza aus Panama. Am 2. September 2017 wurde ein Benefizfußballspiel namens Game 4 Grenfell im Loft ausgetragen. Die Einnahmen gingen an die Betroffenen des Brandes im Grenfell Tower.
In der Vergangenheit gab es verschiedene Untermieter an der Loftus Road. So bestritt der FC Fulham während des Umbaus des Craven Cottage seine Heimspiele bei den QPR (2002–2004). Ebenso waren die London Wasps, ein Rugby-Team, von 1996 bis 2002 an der Loftus Road zu Hause. Seither sind die Queens Park Rangers allerdings wieder alleinige Hausherren.

### Name
Im April 2019 wurde bekannt, dass die Queens Park Rangers den Namen ihrer Heimspielstätte an eine örtliche Wohltätigkeitsorganisation vergeben wollen. Bis zum 3. Mai konnten Fans Vorschläge einreichen. Es war die erste Namensänderung in der über hundertjährigen Geschichte der Loftus Road. Am 7. Juni stand das Ergebnis fest. Die Abstimmung gewann die Kiyan Prince Foundation mit 63 Prozent der Stimmen. Seit der Saison trägt die Spielstätte der Rangers den offiziellen Namen Kiyan Prince Foundation Stadium. Kiyan Prince war ein talentierter Jugendspieler der Queens Park Rangers und wurde am 18. Mai 2006 im Alter von 15 Jahren von einem 16-jährigen Jungen, als er einen Kampf mit einem weiteren Jungen verhindern wollte, durch einen Messerstich schwer verletzt. Er wurde von einem Polizisten, der ihn fand, ins Royal London Hospital in Whitechapel gebracht. Dort starb Kiyan Prince zwei Stunden später. Anfang 2007 gründete sein Vater, der ehemalige Profi-Boxer Mark Prince, die Non-Profit-Organisation Kiyan Prince Foundation (KPF) zur Bekämpfung von Messerkriminalität und anderen Formen von Jugendgewalt.
Nach drei Jahren endete die Vereinbarung mit der Kiyan Prince Foundation und die Loftus Road erhielt zur Saison 2022/23 ihren alten Namen zurück.
Seit Oktober 2023 trägt die Anlage den Sponsorennamen MATRADE Loftus Road Stadium, nach der malaysischen Handelsförderungsagentur MATRADE. Der Vertrag läuft über drei Jahre bis zum Ende der Saison 2025/26.